# Le Monarque
Le Monarque (O Monarchis) est un roman de Vassilis Vassilikos. 
Édité en grec en 1974 par l'éditeur Plias, il fut édité en français par Jean-Claude Lattès et édité pour l'Amérique du Nord en langue française par les Presses Select Ltée en 1975.